# Обле, Луи
Луи Жорж Саид Обле (фр. Louis Georges Saïd Aublet; 29 апреля 1901, Тунис — 5 мая 1980, Париж) — французский архитектор. Сын художника Альбера Обле, брат дизайнера Феликса Обле.
Окончил Школу изящных искусств в Париже, ученик Альфонса Дефрасса и Жозефа Мадлина.
С середины 1930-х гг. много работал в Виши, автор проекта Солнечного парка (фр. Parc du Soleil; 1935), реконструкции театра «Цветочное казино» (фр. Casino des Fleurs; 1937—1938), расширения плавательного бассейна «Спортинг» (1939), реконструкции Гран-кафе (1940) и приёмного отделения городской больницы (1945); в ряде проектов сотрудничал со своим братом как декоратором. С 1947 г. руководил восстановлением и реконструкцией значительно разрушенного во время Второй мировой войны города Сен-Лоран-дю-Вар.
Затем занимал должность главного архитектора по реконструкции и городскому планированию департаментов Марна и Верхняя Марна. В 1957—1964 гг. профессор теории архитектуры в Школе изящных искусств — педагогическую деятельность Обле Филипп Панре оценил как неудачную ввиду крайней слабости собственно теоретической базы. Работал в Ницце, где, в частности, построил аэропорт.
В 1963—1966 гг. президент французской Академии архитектуры.